# Agromyza ceylonensis
Agromyza ceylonensis este o specie de muște din genul Agromyza, familia Agromyzidae, descrisă de Spencer în anul 1961. Conform Catalogue of Life specia Agromyza ceylonensis nu are subspecii cunoscute.